# Rodný dům Antonína Dvořáka
Rodný dům Antonína Dvořáka v Nelahozevsi čp. 12 v okrese Mělník je klasicistní dům z konce 18. století s jádrem ze století 16. a je památkově chráněn.

## Rodný dům
Dům sestává ze zděné patrové budovy s valbovou střechou, průjezdem se vchází do dvora s dalšími dvěma hospodářskými budovami. Dnešní podoba domu pochází převážně z konce 18. století. Předposlední rekonstrukce probíhala v roce 1977, poslední byla ukončena v roce 2024. Budovy jsou ohrazeny zdí se sklepy.
Antonín Dvořák se zde narodil 8. září 1841 jako první z devíti dětí Františku Dvořákovi a jeho manželce Anně, rozené Zdeňkové. František Dvořák zde v pronajatém domě provozoval hostinec a řeznictví. V noci z 5. na 6. července 1842 podnapilí hosté způsobili v domě požár, podle tradované historky vynesl otec desetiměsíčního Antonína z hořícího stavení v kolébce. Po požáru byl dům zrekonstruován, půdorysné uspořádání místností v přízemí (hospoda a tři obytné místnosti) zůstalo zachováno.
Některé prameny uvádějí chybné tvrzení "klamné a lidmi toliko vybájené", že se narodil v čp. 24. To vyvrací nejen matrika narozených, ale i sám Dvořák ve vlastnoručně podepsaném snubním protokolu, v němž prohlašuje, že čp. 12 v Nelahozevsi je jeho rodištěm.
Dvořák v místě navštěvoval obecnou školu a pozoroval stavbu železnice z Prahy do Ústí nad Labem a Děčína. Rodnou Nelahozeves opustil v roce 1853, kdy ho otec odvezl ke svému švagrovi do Zlonic, aby navštěvoval tamější školu. Zde učitel a varhaník Antonín Liehmann rozpoznal jeho hudební nadání.
Při několika pozdějších návštěvách rodné obce byl Dvořák vždy velmi vítán jako slavný rodák.

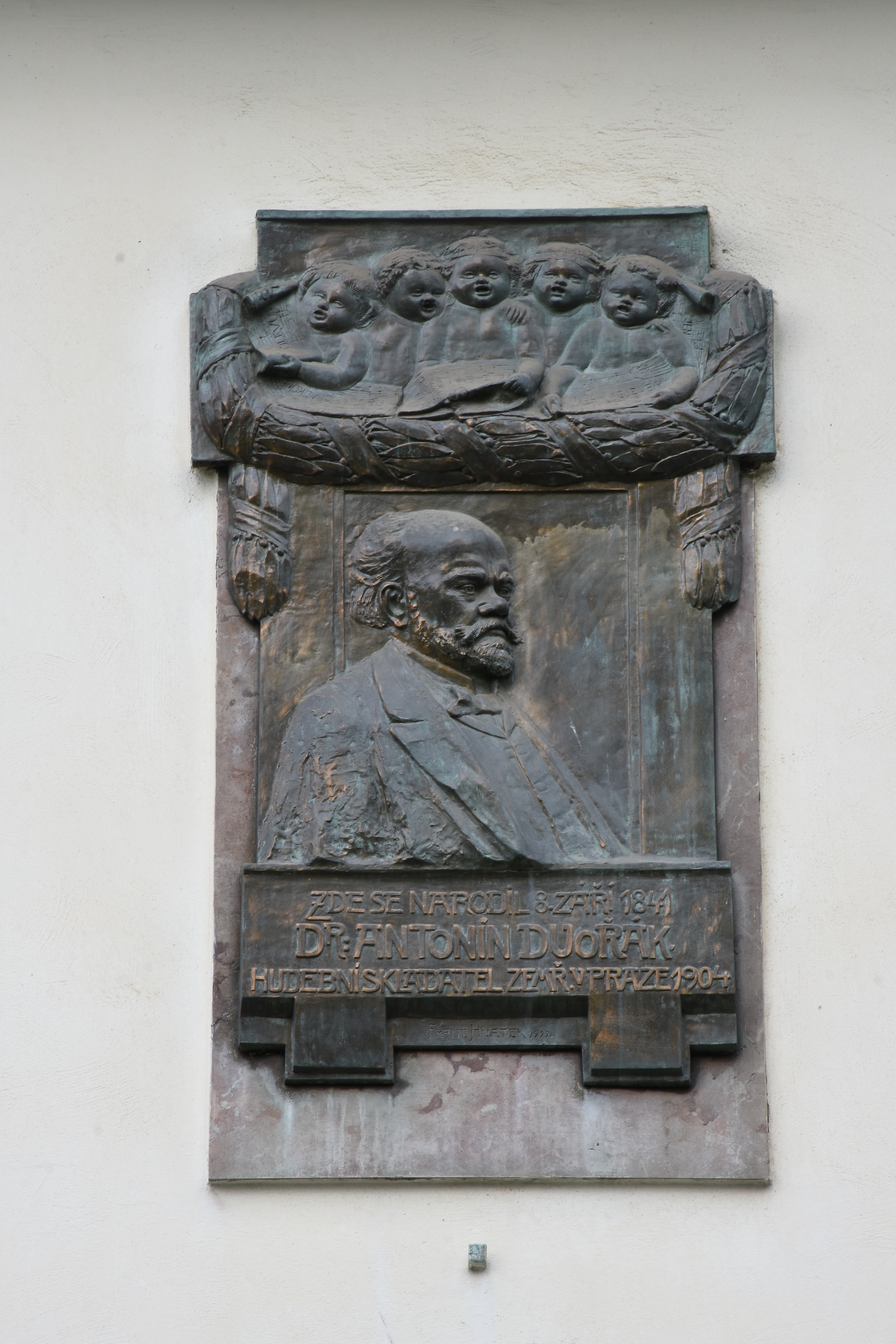
Pamětní deska Antonína Dvořáka na rodném domě

## Oslavy významného rodáka
Poprvé se Dvořákova památka v obci oslavovala při příležitosti jeho 60. narozenin v roce 1901 a delegace obce navštívila Dvořáka v jeho letním sídle na Vysoké a předala mu diplom čestného občanství obce Nelahozeves.
Oslav v obci v roce 1913 při zasazení pamětní desky na rodném domě se zúčastnili Dvořákovi mladší bratři Josef a Adolf a sestra Jana, provdaná Straková.
Od roku 1951 se konaly pravidelně oslavy Dvořákova Nelahozeves. V roce 150. výročí Dvořákova narození v roce 1991 se oslav účastnili prezident Václav Havel a kardinál Miloslav Vlk.

## Památník Antonína Dvořáka, pamětní deska, socha
Na rodný dům v roce 1913 byla umístěna pamětní deska od sochaře Františka Hnátka.
V roce 1951 při příležitosti 110. výročí Dvořákova narození byla v rodném domě byla otevřena expozice Památníku národního písemnictví, později Památník byl předán Národnímu muzeu v Praze. V roce 1971 byla expozice upravena podle scénáře Karla Mikysy a v roce 1991 aktualizována.
Budovu v květnu 2019 Národní muzeum předalo původním majitelům, roudnické větvi Lobkowiczů, jejímž představitelem je William Lobkowicz. Rodina získala objekt zpět (stejně jako nelahozeveský zámek) v rámci restitucí. Záměrem rodiny bylo vybudovat inovativní muzeum světové úrovně, které návštěvníkům zprostředkuje pohled do světa Antonína Dvořáka. Tato nová interaktivní expozice s důrazem na skladatelovo dětství byla veřejnosti zpřístupněna v červnu 2024. Kurátorkou a programovou manažerkou expozice rodného domu Antonína Dvořáka je muzikoložka Eleonora Marie Kinská, dcera finančníka Jana Ferdinanda Kinského.
Na návsi obce mezi rodným domem a zámkem byla v roce 1988 odhalena socha Antonína Dvořáka od sochaře Zdeňka Hoška. Bronzová socha v nadživotní velikosti s taktovkou v ruce nese název Zamyšlený.